# 4-溴亚苄基丙二腈
4-溴亚苄基丙二腈是一种有机化合物，化学式为C11H5BrN2，可由4-溴苯甲醛和丙二腈在水中的反应制得。它和N-溴代乙酰胺在磷酸钾催化和氧气的存在下于二氯甲烷中反应，可以得到N-[2-溴-1-(4-溴苯基)-2,2-二氰基乙基]乙酰胺。